# Südermiele
Die Südermiele ist ein linker Nebenfluss der Nordermiele in Dithmarschen. Die Quelle der Südermiele liegt in einem nach Süden geneigten bewaldeten Geesthang nahe dem Ortsteil Röst der Gemeinde Tensbüttel-Röst im Kreis Dithmarschen und endet mit der Mündung in die Nordermiele am nördlichen Ortsrand von Meldorf, siehe auch Karte 1. Die Flusslänge beträgt 19,18 Kilometer.

## Ökologie
Der Oberlauf der Südermiele bis zur Unterquerung der Landesstraße L 175 am Südrand von Tensbüttel gehört gemäß europäischer Wasserrahmenrichtlinie (WRRL) zum Wasserkörper „Südermiele OL“ mit der Kennung DERW_DESH_MI_19. Er wird als Gewässertyp „Kiesgeprägte Tieflandbäche (LAWA-Typcode: 16)“ eingestuft und gilt nach § 28 Wasserhaushaltsgesetz (WHG) als „erheblich verändert“. Sein ökologisches Potenzial wird als „mäßig“ und sein chemischer Zustand als „nicht gut“ eingestuft. Letzterer wird damit begründet, dass die Grenzwerte der Umweltqualitätsnormen (UQN) bezüglich Nitrate, Bromierter Diphenylether (BDE), Quecksilber, Quecksilberverbindungen und den Herbiziden Terbutryn, Diflufenican und Nicosulfuron überschritten werden.
Der restliche Teil der Südermiele ist Teil des Wasserkörpers „Südermiele / Dellbrückau“ mit der Kennung DERW_DESH_MI_07. Er wird als Gewässertyp „Kleine Niederungsfließgewässer in Fluss- und Stromtälern“ (LAWA-Typcode: 19) eingestuft und gilt nach § 28 Wasserhaushaltsgesetz (WHG) ebenfalls als „erheblich verändert“. Sein ökologisches Potenzial wird als „mäßig“ und sein chemischer Zustand als „nicht gut“ eingestuft. Letzterer wird damit begründet, dass die Grenzwerte der Umweltqualitätsnormen (UQN) bezüglich Nitrate, Bromierter Diphenylether (BDE), Quecksilber, Quecksilberverbindungen und dem Herbizid Nicosulfuron überschritten werden. Bis zum Jahre 2028 muss gemäß WRRL für alle Gewässer in der Europäischen Union ein „guter“ ökologischer und chemischer Zustand erreicht werden.